# Plug In Baby
Plug In Baby (рус. Сообразительная крошка) — сингл британской альтернативной рок-группы группы Muse с их второго альбома Origin of Symmetry.
Песня стала самым успешным синглом группы в Великобритании, когда она достигла 11-го места в чарте Великобритании, пока не был превзойдена другим синглом группы, «Time Is Running Out», который достиг места № 8 в 2003. Сегодня, «Plug In Baby» является одной из наиболее известных композиций песен Muse, и была представлена в концертных альбомах Hullabaloo Soundtrack (2002) и HAARP (2008).

## Композиция
«Plug In Baby» написана в гармоническом си миноре и имеет темп 136 BPM. В песне есть следующие инструменты: синтезатор, электрогитара, бас-гитара и ударная установка.
Главный рифф имеет сходство с токкатой Баха «Токката и фуга ре минор (BWV 565)».
Один из би-сайдов сингла, «Execution Commentary», был описан Беллами как «худшая песня, которую я когда-либо написал».

## Запись
В 1997 году студийное демо этой песни охватило только основной рифф песни, хотя имеются многочисленные сходства с текстом и структурой. Лейбл попросил Мэттью Беллами смягчить фальцет в песне, из-за этого Muse покинули лейбл и «Plug In Baby», а также весь альбом, остался в США неизданный до 2005 года.

## Достояние
Песню часто хвалят за её вступительный гитарный рифф, который читатели журнала Total Guitar признали лучшим за 2000-е годы. Также гитарный рифф был помещён на 13-е в 2004 году. В 2011 году Spinner.com поставили «Plug In Baby» на 46-е место среди величайших гитарных риффов всех времён.
Британский журнал New Musical Express включил данную композицию в свой список «500 величайших песен всех времён», разместив её на 425-й позиции.

## Участники записи
Muse
- Мэттью Беллами — лидирующий вокал, гитара, продюсирование
- Крис Уолстенхолм — бас-гитара, бэк-вокал, продюсирование
- Доминик Ховард — ударные, продюсирование